# SUPER FOLK SONG (矢野顕子のアルバム)
『SUPER FOLK SONG』（スーパー・フォーク・ソング）は、矢野顕子のアルバム。1992年6月1日、Epic/Sony Recordsより発売。

## 概要
矢野顕子のピアノ弾き語りシリーズの第一弾にあたる。題名は本アルバムの１曲目にカバー曲が収録されている、糸井重里の曲のタイトルから取られている。
収録は東京都渋谷区の津田ホールと、長野県松本市のザ・ハーモニーホールにおいて行われた。レコーディング・エンジニアは吉野金次。すべて録音後の編集なしの「一発録り」で録音された。
また、矢野のアルバム収録風景を題材にした、坂西伊作監督によるドキュメンタリー映画、「SUPER FOLK SONG - ピアノが愛した女。」が同時に制作された。

## 収録曲
1. SUPER FOLK SONG（作詞：糸井重里　作曲：矢野顕子）
  - 糸井重里に提供した曲のセルフカバー。原曲はアルバム『ペンギニズム』に収録。
2. 大寒町（作詞・作曲：鈴木博文）
  - あがた森魚のカバー。原曲はアルバム『噫無情 (レ・ミゼラブル)』に収録。
3. SOMEDAY（作詞・作曲：佐野元春）
  - 佐野元春のカバー。原曲はアルバム『SOMEDAY』に収録。
4. 横顔（作詞・作曲：大貫妙子）
  - 大貫妙子のカバー。原曲はアルバム『ミニヨン』に収録。
5. 夏が終る（作詞：谷川俊太郎　作曲：小室等）
  - 小室等のカバー。原曲はアルバム『いま生きているということ』に収録。
6. HOW CAN I BE SURE（英語版）（作詞・作曲：フェリックス・キャヴァリエ・Eddie Brigati）
  - ラスカルズのカバー。原曲はアルバム『Groovin'（英語版）』に収録。
7. MORE AND MORE AMOR（作詞・作曲：Sol Lake）
  - ウェス・モンゴメリーのカバー。原曲はアルバム『California Dreaming（英語版）』に収録。
8. スプリンクラー（作詞・作曲：山下達郎）
  - 山下達郎のカバー。
9. おおパリ（作詞：イッセー尾形　作曲：矢野顕子）
  - イッセー尾形の劇の幕間のための曲。
10. それだけでうれしい（作詞：矢野顕子　作曲：宮沢和史）
  - THE BOOMとの矢野の共同名義による曲のソロ・バージョン。
11. 塀の上で（作詞・作曲：鈴木慶一)
  - はちみつぱいのカバー。原曲はアルバム『センチメンタル通り』に収録。
12. 中央線（作詞・作曲：宮沢和史）
  - THE BOOMのカバー。原曲はアルバム『JAPANESKA』に収録。
  - 2006年、矢野のセルフカバー・アルバム『はじめてのやのあきこ』において、小田和正と共に再カバーしている。
13. PRAYER（作詞：矢野顕子　作曲：Pat Metheny）
  - Pat Methenyが矢野のために書き下ろした曲に矢野が歌詞をつけた。
  - クラムボンがこの曲をカバーしている。アルバム『LOVER ALBUM』収録。